# Manuscrit

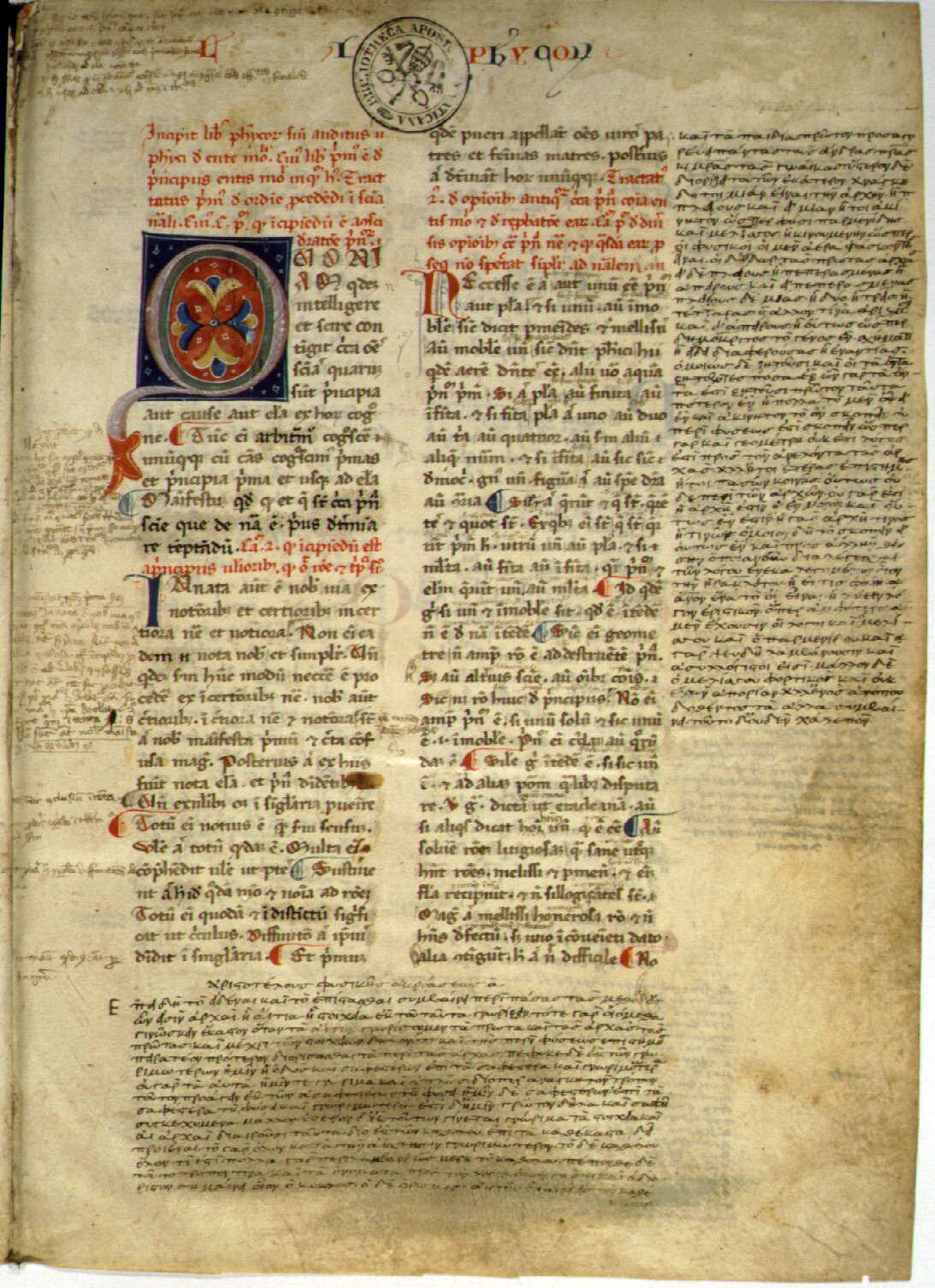
Manuscrit médiéval en latin de la Physique d'Aristote.

Un manuscrit (du latin manu scriptus) aussi appelé "livre médiéval" est, littéralement, un texte « écrit à la main », sur un support souple, que ce soit par son auteur (« manuscrit autographe ») ou par un copiste, avant l'invention de l'imprimerie. Le terme s'applique à différents supports (papyrus, parchemin ou papier) mais ne s'emploie pas pour des supports rigides, comme les tablettes de cire ou les inscriptions épigraphiques ou rupestres. 
Il existe toutefois, surtout dans le Sud-Est asiatique, des manuscrits sur tissu végétal (bois, lamelles de bambou, écorce de bouleau, feuilles de palmier) et sur textile (coton, soie, lin, avec ou sans broderie).
Avant la mise au point et la diffusion de l'imprimerie, à partir du milieu du XVe siècle, tous les livres (en occident) étaient des manuscrits. 
Au-delà de cette période, le manuscrit peut être utilisé pour des textes de diffusion restreinte ou pour des documents préparatoires (prise de notes, brouillon, etc.).
Par extension, le terme désigne aujourd'hui le brouillon d'un texte original soumis à un éditeur en vue de sa publication. On désigne parfois ces manuscrits comme des tapuscrits quand il s'agit de documents tapés à l'aide d'une machine à écrire ou d'un ordinateur avec un logiciel de traitement de texte.

## Cote d'un manuscrit

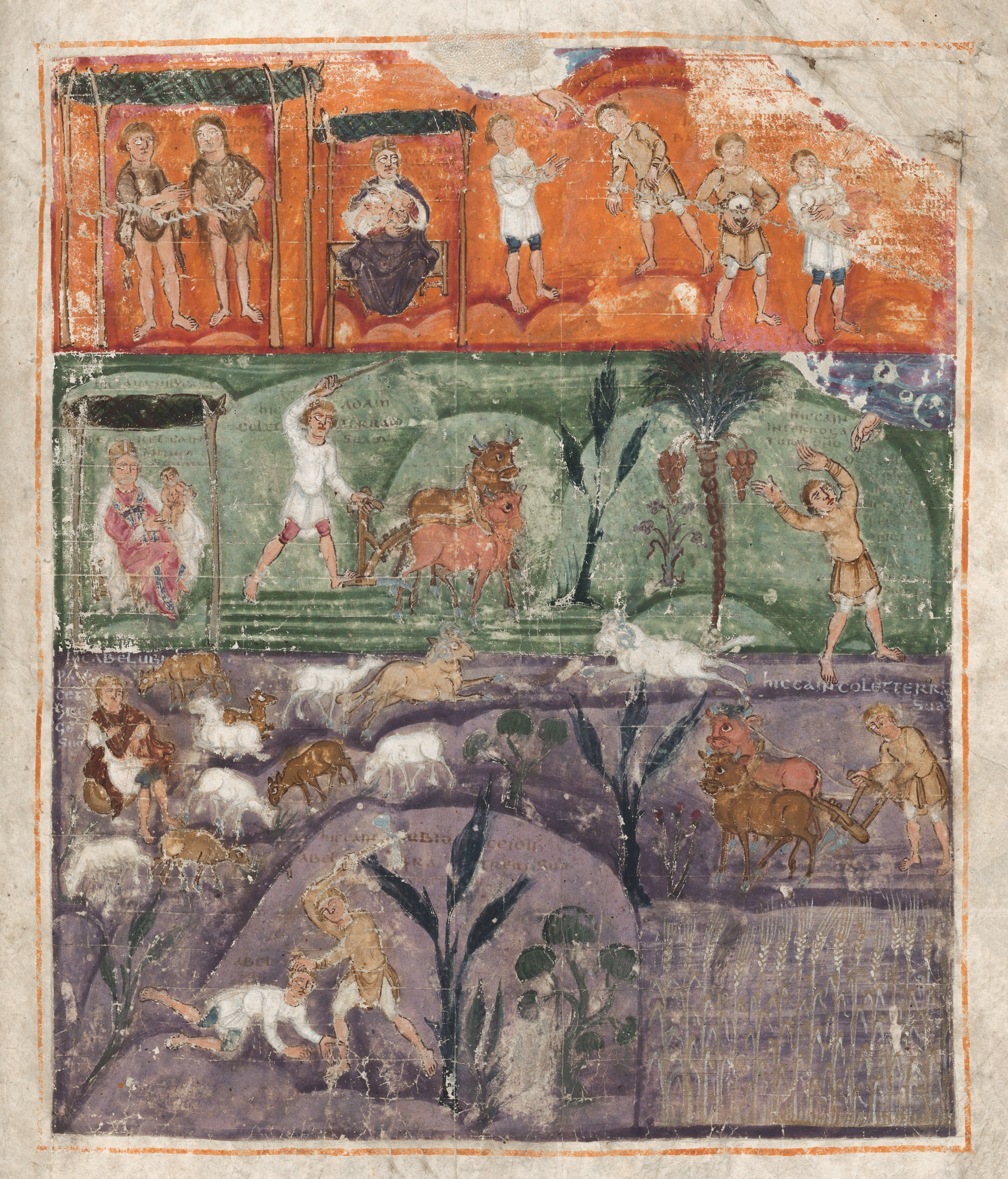
Pentateuque d'Ashburnham, Paris, Bibliothèque nationale de France, Mme Nouv. Acq. Lat. 2334, fol. 6r. Histoire de Caïn et Abel avec en haut, Adam et Eve vêtus de peaux d'animaux, puis Eve allaitant un de leurs fils

Les manuscrits conservés en bibliothèque sont identifiés par une cote, généralement précédée de l'abréviation ms (singulier) ou mss (pluriel). La cote est composée du nom du lieu de conservation, suivi de celui de l'institution qui conserve le document, du fonds où il est conservé quand il y a lieu (fonds français, latin, etc.), et du numéro d'inventaire du manuscrit, qui peut être simple (100) ou complexe (fol-lat-32).
On repère la cote des manuscrits dans les catalogues de leur lieu de conservation (par exemple, dans le Catalogue général des manuscrits des bibliothèques publiques de France).
La Bibliothèque nationale de France comporte un département des manuscrits, divisé en deux sections : manuscrits occidentaux et orientaux.

## Histoire
Dans les sociétés anciennes, la rédaction d'un papyrus (ancêtre du manuscrit) était confiée à un scribe. Cette fonction était hautement considérée à l'époque de l'Égypte antique et les royaumes de Mésopotamie. Pour devenir scribe, une formation d'une douzaine d'années était nécessaire. Les scribes étaient donc très rares et recherchés. Ils formaient une classe sociale à part sous la protection du dieu Thot. Plusieurs finissaient par occuper de hauts rangs en devenant juges, ambassadeurs ou officiers hauts gradés.
Dans les pays européens, la copie des manuscrits est restée une activité hautement spécialisée jusqu'à l'invention de l'imprimerie. Elle a longtemps été le domaine des monastères.

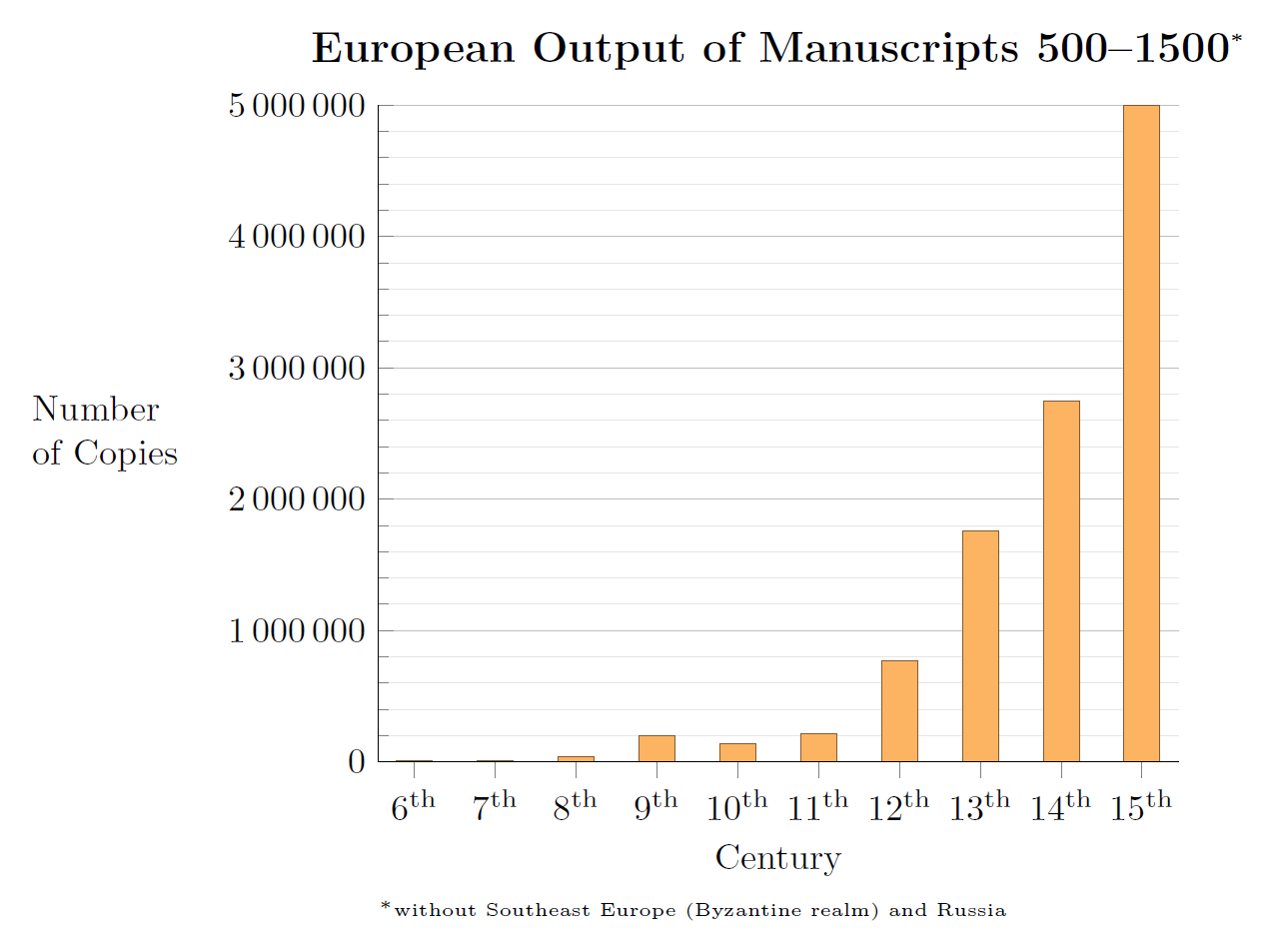
Production des manuscrits médiévaux.

Après une forte baisse due à la chute de l'Empire romain et aux invasions barbares, la production de manuscrits a connu une forte croissance au VIIIe siècle (estimée à 311 %), puis au IXe siècle (362 %), et après un fléchissement aux deux siècles suivants, une augmentation au XIIe siècle (263 %) et cette croissance continue aux siècles suivants (voir graphique ci-contre). La France, dont on connaît 15 920 manuscrits durant le VIIIe siècle, en a laissé 74 190 du IXe siècle. Une augmentation est liée à la croissance économique et la création d'un véritable marché, avec des versions illustrées par de riches enluminures.
À partir du XVIIIe siècle, il apparaît des manuscrits autographes. Ils étaient extrêmement rares auparavant, voire inexistants, à part dans le monde du théâtre, où les auteurs établissaient eux-mêmes des copies de leur travail pour la réalisation du spectacle.
Avec l'élaboration de la notion et du droit d'auteur, le manuscrit venant de la main de l'auteur lui-même apparaît comme une garantie attestant de sa qualité.
Dans le monde musulman ottoman, la tradition manuscrite s'est maintenue bien au-delà du XVe siècle, en raison de l'interdiction en 1485 de l'imprimerie par le sultan Bayézid II, interdiction en vigueur jusqu'au début du XIXe siècle.

## Manuscrits médiévaux
Dans l'histoire du livre, le Moyen Âge est une période importante qui s'insère entre deux révolutions techniques, soit le codex au Ier siècle et l'invention de l’imprimerie à caractères mobile par Gutenberg vers 1460. Le codex est formé par l'assemblage de feuilles pliées en deux, assemblées en cahiers reliés par une couture. Il a donné la forme parallélépipédique du livre que l'on connait aujourd'hui. Si on le compare aux traditionnels rouleaux ou volumen, le format du codex est plus économique et compact. Il est possible d'y écrire des deux côtés d'une feuille.
Jusqu'au XIe siècle, la production de livres manuscrits était réalisée par des moines (et des moniales,,) copistes. Les ateliers de copies appelés scriptorium étaient presque exclusivement liés à un monastère ou à un ordre religieux,. La règle de Saint-Benoît qui imposera aux moines la lecture des livres de la liturgie chrétienne augmenta l'importance du rôle du scriptorium dans la vie quotidienne et intellectuelle des moines.
Chaque manuscrit représentait un travail long et fastidieux pouvant s'étaler sur plusieurs mois. La vitesse moyenne des copistes était environ quatre pages par jour. Pour accélérer la production d’un manuscrit, une pratique courante était de diviser chaque manuscrit en cahiers entre plusieurs copistes. Ensuite, le chef de l'atelier assemblait les cahiers en prenant soin de corriger les erreurs.
Outre les copistes, la production de manuscrit exigeait la collaboration entre diverses personnes, dont un préparateur de copie qui traçait les lignes sur le parchemin, un rubricateur qui dessinait et peignait les titres des sections ou de chapitres en rouge (rubricator), un correcteur d'épreuve et un relieur.
Avant le papier, le parchemin fut le support privilégié par les copistes médiévaux, car la peau des animaux était plus résistante et avait une plus grande durabilité que le papyrus ou le papier. De plus, il était possible de gratter et nettoyer le parchemin pour effacer une erreur ou modifier des sections. Le prix élevé des parchemins fit en sorte qu'on chercha à les réutiliser et la technique du palimpseste fut progressivement mise au point. Un palimpseste pouvait être obtenu en laissant tremper un parchemin toute une nuit dans du lait puis brossé à la pierre ponce pour finalement être blanchi à la craie. Il pouvait ensuite être réutilisé.

### Enluminures
Les manuscrits dotés d’enluminure ou de miniatures étaient plus rares. Plus coûteux à produire, ils ont été par le fait même mieux conservés et sont devenus rapidement des objets de collections,. 
Les principales fonctions des enluminures étaient d’embellir et de représenter le contenu du texte pour en éclairer le sens,. 
Les illustrations servaient également à orienter le lecteur en représentant le contenu d'un chapitre ou d'une section à lire, similaire à un index imagé. L'étude des manuscrits inachevés a permis de constater que les espaces prévus pour les enluminures étaient déterminés avant le travail d'écriture du copiste.
Peuvent être considérés comme des variations de l'enluminure :
- les notitia dignitatum antiques,
- la tapisserie de Bayeux (1066-1083), et diverses autres ouvrages de broderie,
- les codex mésoaméricains,
- les armoriaux médiévaux,
- et différents moyens anciens de gravure (hors inscription lapidaire) et d'illustration.

## Conservation et accessibilité des manuscrits
Les bibliothèques, qu’elles soient publiques, nationales ou spécialisées, ainsi que les musées et les centres de documentation ou d’archives sont des endroits où les manuscrits peuvent être conservés. La Bibliothèque de l’Arsenal, qui fait partie de la Bibliothèque nationale de France, a, par exemple, un fond de lettres et de manuscrits très riche. Certains manuscrits étant considérés comme importants pour le patrimoine du pays en question peuvent être rassemblés dans les bibliothèques nationales ou patrimoniales et dans les centres de documentation patrimoniaux.
La conservation des manuscrits doit être prise en charge par des institutions qui connaissent les techniques se rapportant spécifiquement aux manuscrits qu’ils conservent. Le manuscrit pouvant se désagréger rapidement s’il n’est pas conservé correctement, le bibliothécaire ou le spécialiste chargé de sa conservation doit être encore plus vigilant contre l’humidité et la poussière, les deux ennemis principaux des manuscrits.
Ce soin de préservation et de conservation des manuscrits entraîne parfois un accès limité, voire une inaccessibilité, au grand public pour la consultation. Certains endroits donnent accès librement aux manuscrits à toute la communauté qu’ils desservent, soit autant aux chercheurs, aux historiens, aux érudits, aux journalistes et aux étudiants qu’aux gens curieux voulant explorer le monde des manuscrits. D’autres font la même chose, mais avec des conditions strictes, par exemple, consultation dans un espace défini de la bibliothèque ou interdiction de manger et de boire. Le Musée britannique fait l’acquisition de manuscrits afin que le public y ait accès, seul endroit en Angleterre où l’accès aux manuscrits est permis pour le grand public. Par contre, d’autres bibliothèques, comme la Bibliothèque nationale de France, ne donnent accès à certains manuscrits qu’à des chercheurs dont, par exemple, les historiens ou ceux dont le sujet d’étude est le manuscrit en tant qu’objet, qui font donc de la génétique des textes.
Des chercheurs utilisant un « modèle d’espèce invisible » ont estimé que 90 % des manuscripts de la littérature médiévale ont disparu. À partir des 3 648 exemplaires et de 799 œuvres catalogués dans les bibliothèques, il devait y avoir approximativement 40 614 copies de 1 170 œuvres.

## Codex d'Archimède
Le codex d’Archimède, aussi connu sous le nom du palimpseste d'Archimède, est l’un des manuscrits les plus importants du monde mathématique et scientifique. Les codex A, B et C forment ensemble le palimpseste d’Archimède, et regroupent la totalité de ses écrits et de ses théories. Ces documents ont permis au monde entier d’avoir accès à la pensée du mathématicien, physicien et penseur grec Archimède de Syracuse, né vers -287 avant J-C. À l’époque, les gens écrivaient sur la peau des animaux: sur des parchemins. Toutefois, comme plusieurs autres manuscrits, ceux d’Archimède ont longtemps été perdus, puis retrouvés, avant de disparaître pour de bon. C’est le cas pour les codex A et B. En 1564, un humaniste italien égare le codex A, et le codex B qui se trouvait dans la bibliothèque du pape à Viterbe en 1311 disparaît à son tour. Heureusement, grâce au travail des copistes, des exemplaires ont été créés, puis conservés à travers les siècles. L’existence de ces copies a ensuite permis d’accéder à la pensée d’Archimède et d'explorer ses théories.
Quant au codex C, sa découverte fut plus tardive, en 1906, et ce n’est qu’en 1999 que des travaux ont été entamés afin de décoder son contenu. C’est le professeur Johan Ludvig Heiberg qui découvrit le codex à Constantinople, au début du 20e siècle. Le troisième codex d’Archimède se trouvait imbriqué dans un livre de prières. En effet, un dénommé Johannes Myronnes a découpé et utilisé le palimpseste d’Archimède, afin de faire son recueil de prières. Il a d’abord gratté le texte original, puis il a découpé et tourné les feuilles, afin de pouvoir à son tour, écrire là-dessus. Il s’est également servi de feuilles provenant d’autres manuscrits, et il a tout regroupé, afin d’en faire son recueil. C’était une pratique courante à l’époque, car le parchemin était dispendieux. Le codex C, qui contient 174 folios, est conservé à Baltimore, au Walters Art Museum . Le document était dans un très mauvais état, et en plus d’être illisible et couvert d’une couche de cire, il s’effritait et tombait en morceaux. Il y avait également une grosse couche de moisissure qui s’était attaquée au codex. Il a fallu un total de quatre ans au professeur William Noel, et son équipe d’experts, afin de restaurer le codex C. Le palimpseste a été exposé à plusieurs types de lumières et de rayons, afin de faire ressortir des éléments invisibles à l’œil nu. En juxtaposant les résultats obtenus, il a été possible de distinguer les deux textes, soit celui du codex C d’Archimède, et celui qui était du livre des prières. 80% du manuscrit (codex C) a pu être déchiffré grâce à des techniques d’imagerie moderne. Des éléments concernant la vie de l’auteur s’y trouvent également, et on découvre par exemple le lien qu’entretenait le mathématicien avec d’autres penseurs, ou avec la royauté. La méthode et le stomachion sont les deux principaux sujets révolutionnaires du codex C.
Les manuscrits d’Archimède ont permis de comprendre comment la pensée scientifique se matérialise dans l’esprit humain, et comment elle se concrétise dans sa mise en action. Il manque plusieurs feuillets au manuscrit d’Archimède, mais le professeur Heiberg a essayé de combler les trous, en faisant des déductions. Toutefois, il n’avait pas accès aux technologies du 21e siècle, et il y a des lacunes dans sa lecture et son interprétation du codex C. Heiberg s’intéressait énormément à Archimède et il a même écrit une édition critique de trois volumes sur les théories d’Archimède. Or, l’équipe qui a travaillé sur la restauration du codex C, a découvert des éléments que Heiberg n’avait pas vu et compris à l’époque. Avec la littérature scientifique existante, ils ont été en mesure de mieux cerner ce que voulait dire Archimède dans ses manuscrits.
Le stomachion est le plus vieux puzzle au monde et Archimède en fait la mention dans le codex C. Un diagramme permet également de visualiser ce que le penseur avait en tête, toutefois, c’est le scientifique Reviel Netz qui interprète cette théorie. En effet, il pense qu’Archimède souhaitait comprendre comment combiner les 14 morceaux du puzzle afin de former un carré parfait. Il existe 17 152 manières de le constituer, regroupées sous 56 familles. Ce concept est devenu un des concepts les plus étudiés en mathématiques. Quant au traité de la méthode d’Archimède, il visait à se rapprocher de la valeur de π. Archimède a légué deux principes au monde moderne, soit les mathématiques de l’infini et l’application de modèles mathématiques au monde physique.

## Manuscrits de Tombouctou
4 203 des manuscrits de Tombouctou ont été brûlés ou volés durant le conflit armé au Mali entre 2012 et 2013. 90 % de ces manuscrits ont été sauvés par la population s'étant organisée autour de l'ONG "Sauvegarde et valorisation des manuscrits pour la défense de la culture islamique" (SAVAMA-DCI). Environ 350 000 manuscrits ont été transportés à l'abri et 300 000 d'entre eux étaient toujours conservés à Bamako en 2022,. Une consultation internationale sur la sauvegarde, l’accessibilité et la promotion des manuscrits anciens au Sahel a eu lieu au bureau de l’UNESCO à Bamako en 2020,.